# Катастрофа Ту-154 в Кито
Катастрофа Ту-154 в Кито — крупная авиационная катастрофа, произошедшая в субботу 29 августа 1998 года. Авиалайнер Ту-154М авиакомпании Cubana de Aviación выполнял плановый рейс CU389 по маршруту Кито—Гуаякиль—Гавана, но при взлёте выкатился за пределы взлётной полосы и врезался в наземные сооружения. Из находившихся на его борту 91 человека (77 пассажиров и 14 членов экипажа) погибли 70, остальные 21 получили ранения; также на земле погибли 10 человек и ещё 18 получили ранения.
Это вторая крупнейшая авиационная катастрофа в Эквадоре (после катастрофы Boeing 737 под Куэнкой, 119 погибших).

## Самолёт
Ту-154М (заводской номер 85A-720, серийный 0720) был выпущен Куйбышевским авиационным производственным объединением (КуАПО) в декабре 1985 года. 6 февраля 1986 года был передан авиакомпании Cubana de Aviación, где получил бортовой номер CU-T1264. Оснащён тремя турбореактивными двигателями Д-30КУ-154-II производства Рыбинского моторостроительного завода. На день катастрофы налетал 9256 часов.

## Экипаж и пассажиры
Состав экипажа рейса CU389 был таким:
- Командир воздушного судна (КВС) — Марио Рамос (исп. Mario Ramos).
- Второй пилот — Леонардо Диас (исп. Leonardo Diaz).
- Бортинженер — Карлос Гонсалес (исп. Carlos González).

В салоне самолёта работали 11 стюардесс.
| Гражданство | Пассажиры | Экипаж | Всего |
| ----------- | --------- | ------ | ----- |
| Эквадор     | 53        | 0      | 53    |
| Куба        | 17        | 14     | 31    |
| Чили        | 2         | 0      | 2     |
| Италия      | 2         | 0      | 2     |
| Ямайка      | 1         | 0      | 1     |
| Аргентина   | 1         | 0      | 1     |
| Испания     | 1         | 0      | 1     |
| Всего       | 77        | 14     | 91    |

## Катастрофа
Утром 29 августа Ту-154М борт CU-T1264 выполнил рейс из Гаваны в Кито. Далее ему предстояло выполнить пассажирский рейс CU389 обратно в Гавану, но с промежуточной посадкой в Гуаякиле. На его борту находились 14 членов экипажа и 77 пассажиров. Но при первом запуске двигателя возникли проблемы, вызванные заблокированным пневматическим клапаном. После устранения проблемы экипаж запустил два двигателя и вырулил на ВПП, где уже запустил третий двигатель.
Получив разрешение на взлёт, экипаж установил РУДы на взлётный режим, после чего самолёт начал разгоняться по ВПП. Когда была достигнута скорость VR, пилоты потянули штурвалы на себя, пытаясь поднять носовое шасси, но оно не поднималось. Через 10 секунд, в 800 метрах от конца взлётной полосы, экипаж принял решение прервать взлёт и задействовал реверс. Но из-за высокой скорости рейс CU389 не успел остановиться и в 13:03 он выехал за пределы ВПП, пробил ограждение забора, снёс 2 дома и автомастерскую, остановился на футбольном поле в 180 метрах от аэропорта и взорвался.
Изначально сообщалось о 77 погибших, в том числе 9 на земле, включая 5 игравших в футбол детей. К вечеру воскресенья 30 августа были найдены ещё 2 тела, а 1 пострадавший скончался в больнице от полученных ожогов.
Всего непосредственно на земле погибли 10 человек — 4 механика и охранник в автомастерской и 5 детей на поле (впоследствии удалось установить, что эти дети, которые сперва считались игроками на поле, на самом деле были пассажирами рейса 389), ещё 18 получили ранения различной степени тяжести.
Из 77 пассажиров на борту погибли 56 (38 эквадорцев, 14 кубинцев и по жителю Аргентины, Испании, Италии и Ямайки), остальные 21 пассажир (15 эквадорцев, 3 кубинца, 2 чилийца и 1 итальянец) выжили; в основном они находились в хвостовой части лайнера, которая относительно уцелела. Также погибли все 14 членов экипажа; при этом 2 стюардессы выжили в катастрофе, но умерли затем от ожогов, полученных во время спасательной операции.

## Расследование
Вероятной причиной катастрофы была названа ошибка экипажа, который не полностью выполнил контрольную карту перед взлётом и забыл включить клапаны управления гидросистемами.

## Последствия
Катастрофа рейса 389 показала всю опасность расположения аэропорта Марискаль Сукре вблизи жилых районов, тем более что за 14 лет до этого уже произошла аналогичная катастрофа, когда грузовой самолёт Douglas DC-8 выкатился с ВПП и врезался в дома. В результате было начато строительство нового аэропорта, который расположен за пределами города. 19 февраля 2013 года старый аэропорт был окончательно закрыт.